# سهره گلی خالدار
سهره گلی خالدار (نام علمی: Carpodacus rodopeplus)، که همچنین به عنوان سهره گلی بال‌خالدار شناخته می‌شود، گونه‌ای از سهره‌های تیرهٔ سهرگان راستین (Fringillidae) است که در هند و نپال یافت می‌شود. گل سرخ شارپ در گذشته با آن هم‌گونه در نظر گرفته می‌شد. زیستگاه طبیعی آن درختچه‌زارهای نیمه‌گرمسیری یا گرمسیری با ارتفاع زیاد است.

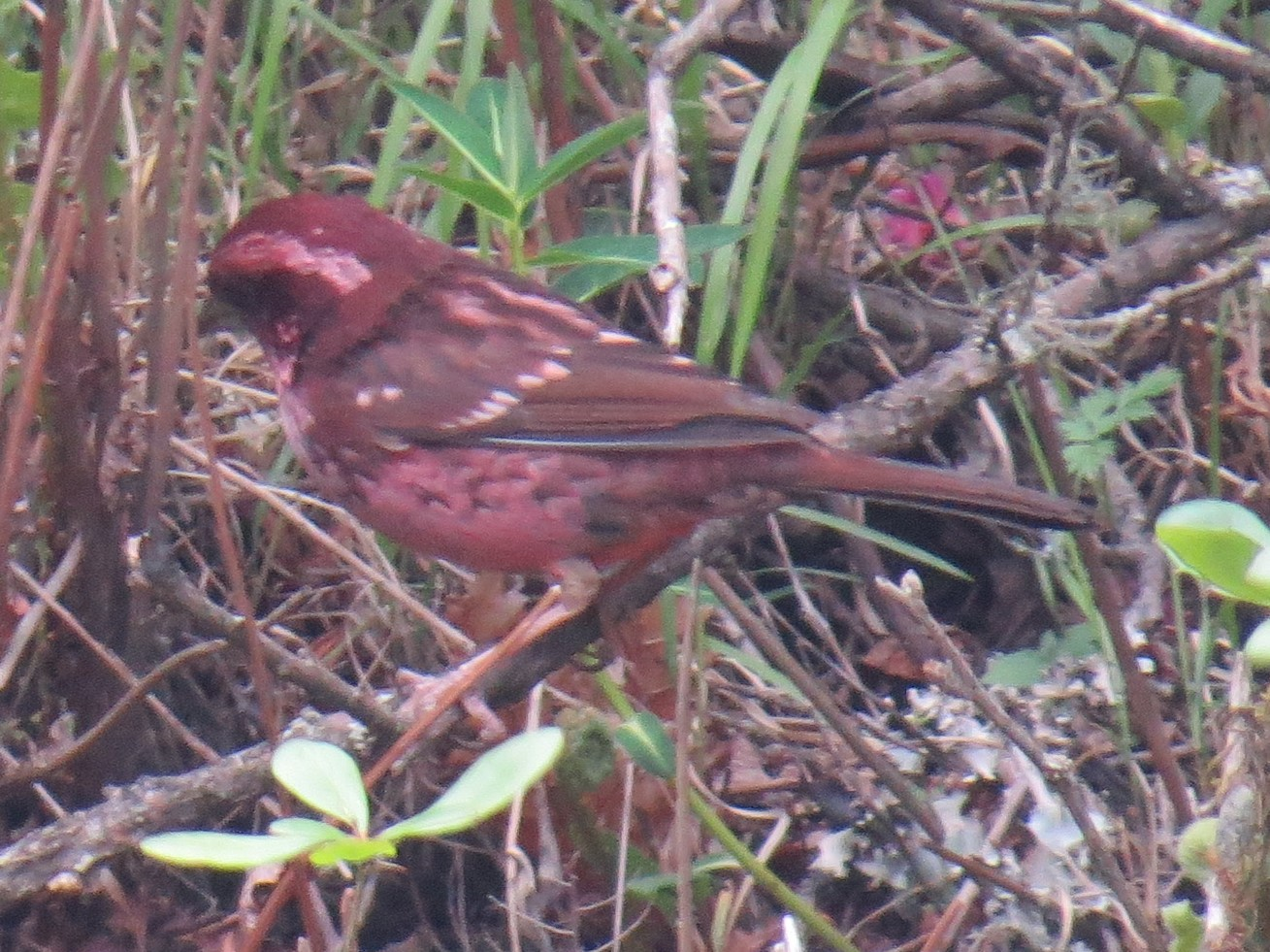
سهره گلی خال‌دار در دره لانگتانگ نپال